# Xanthorhoe lucidata
Xanthorhoe lucidata är en fjärilsart som beskrevs av Walker 1862. Xanthorhoe lucidata ingår i släktet Xanthorhoe och familjen mätare. Inga underarter finns listade i Catalogue of Life.